# Трощанська сільська рада (Чуднівський район)
Трощанська сільська рада — колишня адміністративно-територіальна одиниця та орган місцевого самоврядування у Янушпільському, Чуднівському і Бердичівському районах Волинської і Бердичівської округ, Вінницької й Житомирської областей Української РСР та України з адміністративним центром у с. Троща.

## Населені пункти
Сільській раді були підпорядковані населені пункти:
- с. Троща
- с. Ясопіль

## Населення
Кількість населення ради станом на 1923 рік становила 2 757 осіб, кількість дворів — 645.
Відповідно до перепису населення СРСР, станом на 17 грудня 1926 року, чисельність населення ради становила 2 993 особи, з них за статтю: чоловіків — 1 447, жінок — 1 546, етнічний склад: українців — 2 884, росіян — 6, євреїв — 8, поляків — 61, інших — 34. Кількість господарств — 614, з них несільського типу — 4.
Відповідно до результатів перепису населення СРСР, кількість населення ради станом на 12 січня 1989 року становила 1 171 особу.
Станом на 5 грудня 2001 року, відповідно до перепису населення України, кількість мешканців сільської ради становила 976 осіб.

## Склад ради
Рада складалася з 12 депутатів та голови.

### Керівний склад сільської ради
| ПІБ                         | Основні відомості                                                                             | Дата обрання | Дата звільнення |
| --------------------------- | --------------------------------------------------------------------------------------------- | ------------ | --------------- |
| Зосім Володимир Євгенійович | Сільський голова, 1955 року народження, освіта, член Всеукраїнського об'єднання 'Батьківщина' | 26.03.2006   | 31.10.2010      |
| Стадник Тетяна Петрівна     | Сільський голова, 1966 року народження, освіта вища, позапартійна                             | 31.10.2010   |                 |

Примітка: таблиця складена за даними джерела

## Історія
Створена 1923 року в с. Троща Красносільської волості Полонського повіту Волинської губернії. На 17 грудня 1926 року в підпорядкуванні значився хутір Пустоха, який на 1 жовтня 1941 року не перебував на обліку населених пунктів.
Станом на 1 вересня 1946 року сільська рада входила до складу Янушпільського району Житомирської області, на обліку в раді перебувало с. Троща.
16 червня 1969 року, відповідно до рішення Житомирського облвиконкому № 282 «Про зміни в адміністративно-територіальному поділі деяких населених пунктів Коростенського і Чуднівського районів», підпорядковано селище Ясопіль Краснопільської сільської ради Чуднівського району.
На 1 січня 1972 року сільська рада входила до складу Чуднівського району Житомирської області, на обліку в раді перебували с. Троща та с-ще Ясопіль.
27 липня 2018 року територію та населені пункти ради включено до складу новоутвореної Вільшанської сільської територіальної громади Чуднівського району Житомирської області.
Входила до складу Янушпілського (7.03.1923 р.), Чуднівського (28.11.1957 р., 8.12.1966 р.) та Бердичівського (30.12.1962 р.) районів.